# Decennatherium
Il decennaterio (gen. Decennatherium) è un mammifero artiodattilo estinto, appartenente ai giraffidi. Visse nel Miocene medio – superiore (circa 12 – 10 milioni di anni fa) e i suoi resti fossili sono stati ritrovati in Asia minore (Iran) e in Europa.

## Descrizione
Questo animale non doveva assomigliare all'attuale giraffa, ma è possibile che qualcosa del suo aspetto richiamasse l'altro membro vivente della famiglia, l'okapi. Come quest'ultimo, infatti, Decennatherium doveva avere un collo moderatamente allungato, e le zampe non erano esageratamente snelle come quelle della giraffa. I fossili di Decennatherium non sono completi e non permettono di ricostruire con esattezza l'anatomia cranica dell'animale, ma dal raffronto con animali simili leggermente successivi (ad esempio Bramatherium) si suppone che Decennatherium possedesse quattro corna (ossiconi), due delle quali di grandi dimensioni e poste frontalmente; le altre due erano meno prominenti e si sviluppavano posteriormente. È anche possibile che il paio anteriore fosse in realtà un'unica struttura fusa. Le zampe di Decennatherium erano più snelle e allungate delle forme successive strettamente imparentate, i sivaterini.

## Classificazione
Questo animale, descritto per la prima volta da Crusafont Pairò nel 1952, è considerato il membro più antico dei sivaterini, un gruppo di giraffidi dall'aspetto insolito, dalla corporatura robusta e muniti solitamente di quattro corna. Decennatherium si sviluppò probabilmente in Medio Oriente per poi diffondersi velocemente verso l'Europa, fino alla Spagna. La specie tipo è D. pachecoi della Spagna, ma la forma più nota è D. rex, anch'essa rinvenuta in Spagna.

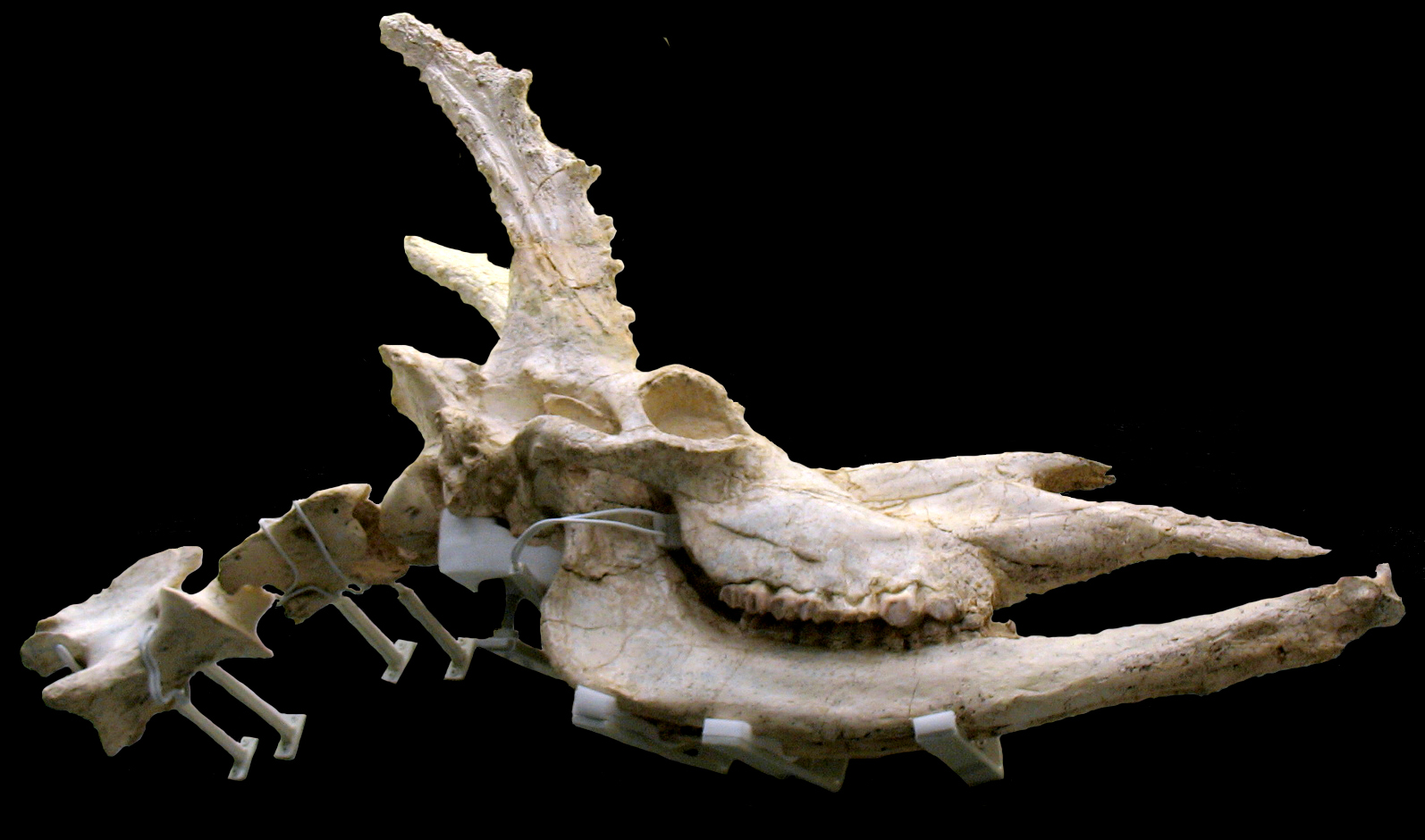
Cranio di Decennatherium rex

Le forme più snelle rispetto agli altri sivaterini lo denotano come il membro più primitivo del gruppo. Si suppone che Decennatherium diede poi origine a varie forme di sivaterini nel corso del Miocene superiore, tra le quali Birgerbohlinia, Helladotherium e Bramatherium, che si diffusero in Asia ed Europa e divennero tra gli erbivori dominanti di quel periodo.